# Régie départementale des transports des Ardennes

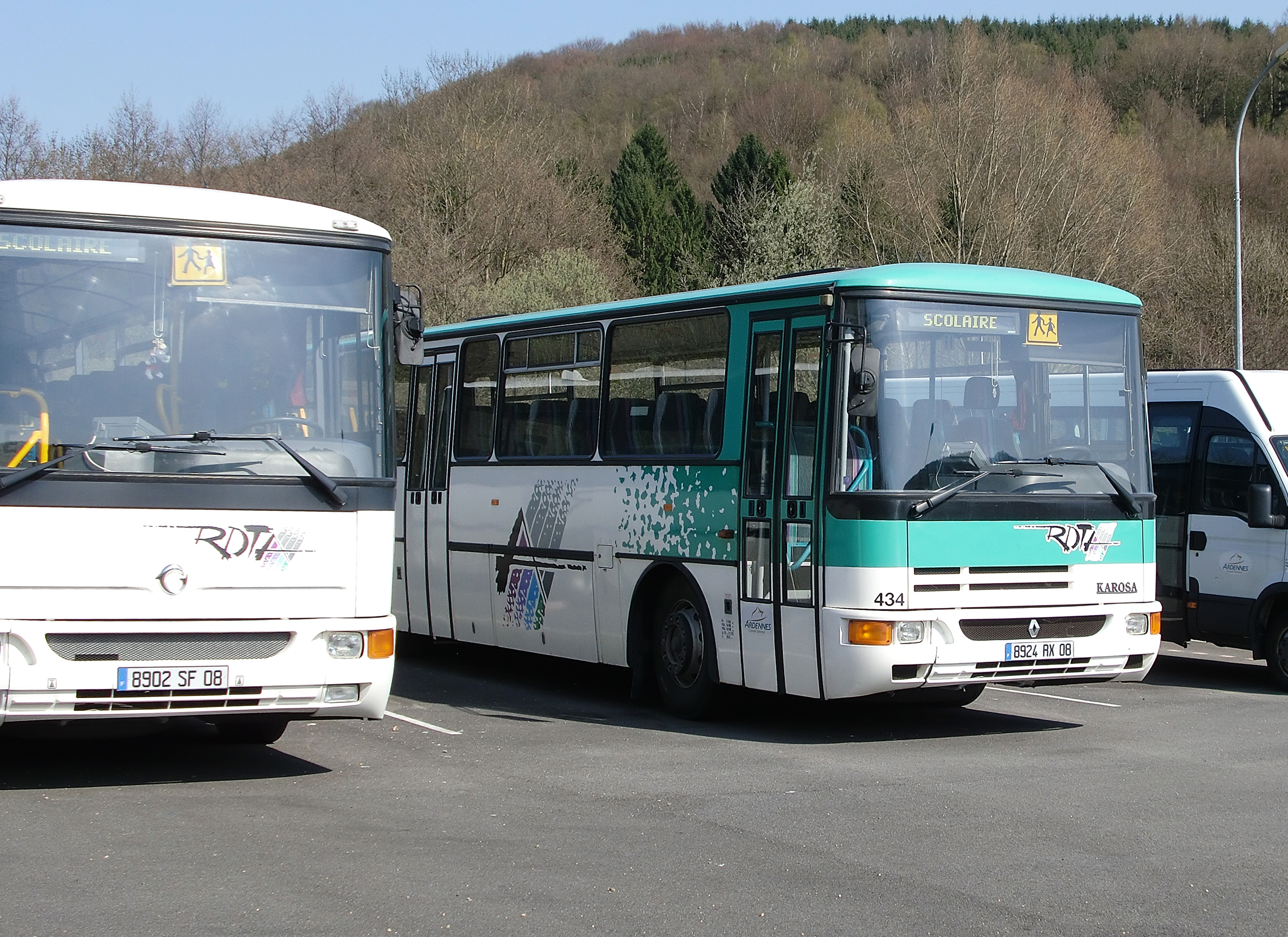
Bus scolaires de la RDTA.

La Régie départementale des transports des Ardennes (RDTA) est un établissement public industriel et commercial français créé en 1947 par le Conseil général des Ardennes. La RDTA assure des services de transport de voyageurs par autocar et des transports scolaires pour le compte du réseau régional Fluo Grand Est.